# Heiko Petersen (Fußballspieler)
Heiko Petersen (* 30. Juli 1980 in Flensburg) ist ein ehemaliger deutscher Fußballspieler.

## Karriere
Der Mittelfeldspieler erlernte das Fußballspielen bei dem kleinen Verein TSV Glücksburg 09 und wechselte später zu Flensburg 08. Seine Karriere begann bei Holstein Kiel, wo er von 1999 bis 2001 spielte. Er stieg mit Kiel 2000 aus der Regionalliga Nord in die Oberliga ab und verließ den Verein nach dem Wiederaufstieg, der ein Jahr später erreicht worden war.
Nach einer Saison beim ebenfalls in der Regionalliga spielenden VfL Osnabrück wechselte Petersen zum VfB Lübeck, mit dem er bis 2004 zwei Jahre lang in der 2. Bundesliga spielte und dort auf 28 Einsätze kam. Nach einem weiteren Jahr beim Süd-Regionalligisten TSG 1899 Hoffenheim wechselte Petersen zurück zu seinem früheren Verein Holstein Kiel, bei dem er bis 2011 spielte. Mit der KSV Holstein schaffte er 2008 den erneuten Aufstieg aus der Oberliga Nord in die Regionalliga und in der Folgesaison 2008/09 sogar den Durchmarsch in die 3. Liga. Seine Karriere ließ Petersen in der Kieler Reservemannschaft ausklingen.
Petersen studierte parallel zu seiner Fußballkarriere Rechtswissenschaften und ist heute Justiziar von Holstein Kiel.

## Erfolge
- Aufstieg in die Regionalliga Nord mit Holstein Kiel 2001 und 2008
- Aufstieg in die 3. Fußball-Liga mit Holstein Kiel 2009